# Sagres
Sagres [ˈsaɣɾɯʃ] ist eine portugiesische Gemeinde im Westen der Algarve, nahe dem Cabo de São Vicente, dem südwestlichsten Punkt des europäischen Festlands. Der Ort gehört zum Kreis Vila do Bispo, hatte am 19. April 2021 1894 Einwohner und eine Fläche von 34,4 km². Er liegt zudem im Parque Natural do Sudoeste Alentejano e Costa Vicentina, einem Naturschutzgebiet, das sich an der gesamten südwestportugiesischen Küste entlangzieht.

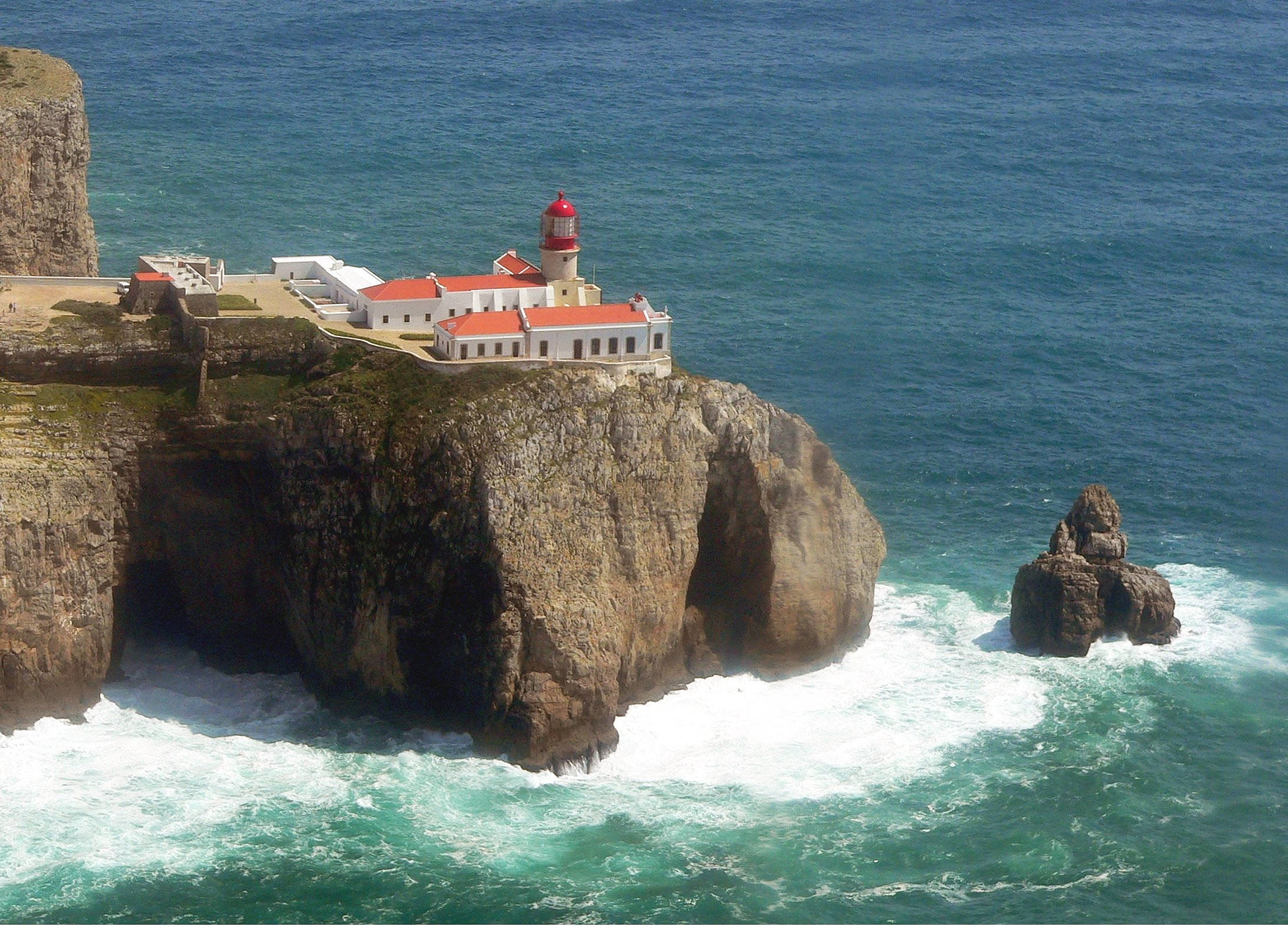
Leuchtturm bei Sagres am Cabo de São Vicente

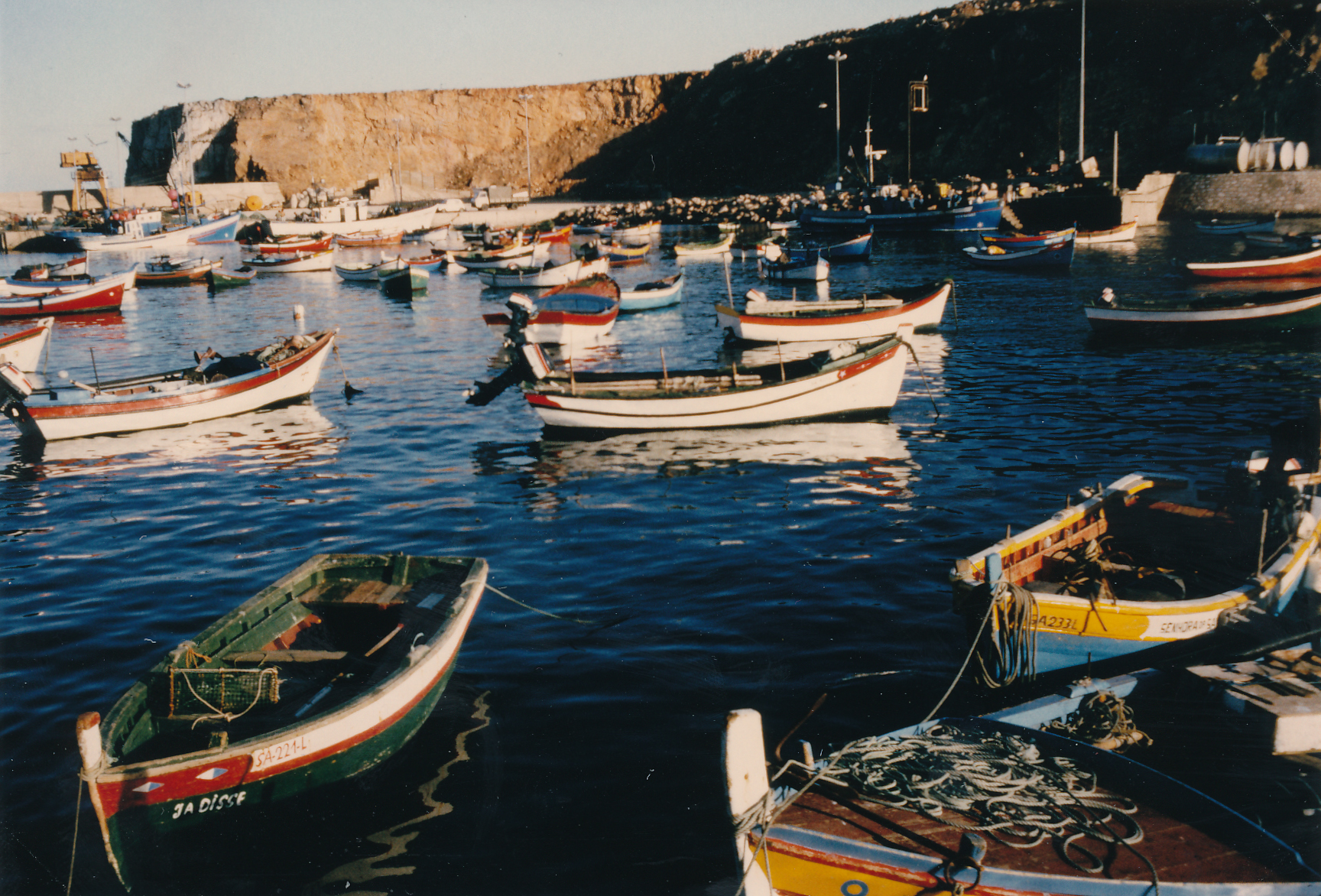
Fischerhafen in Sagres

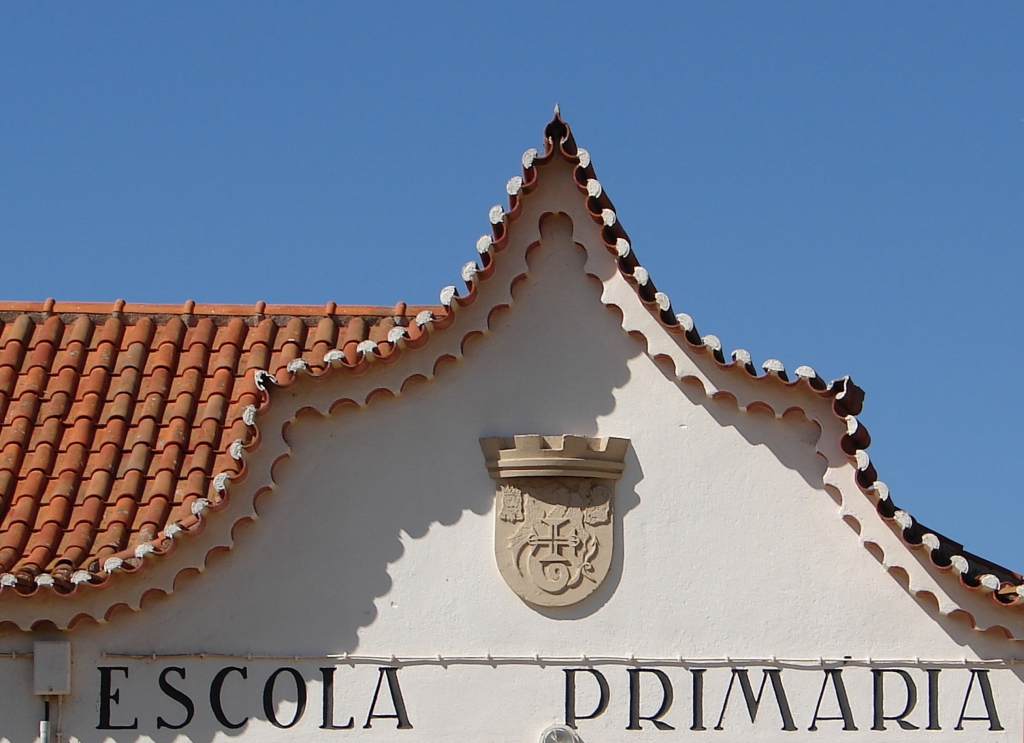
Grundschule in Sagres

## Legendäre Seefahrtsakademie
Wegen seiner exponierten Lage diente der Ort in früheren Jahrhunderten als Ausgangspunkt zahlreicher Seereisen. Bei der angeblich im 15. Jahrhundert gegründeten sogenannten Seefahrtsakademie (portugiesisch escola náutica) des Prinzen Heinrichs des Seefahrers, damals Gouverneur der Algarve, handelt es sich allerdings um eine Legende späterer Jahrhunderte, wie portugiesische Historiker schon Anfang des letzten Jahrhunderts bewiesen haben. Die eigentliche Ausbildung der Seefahrer fand im Wesentlichen in Lissabon und Lagos statt.
Die südliche Grenze des damals erforschten Gebietes lag bei Kap Bojador, ca. 27°N, an der afrikanischen Westküste, dem Kap ohne Wiederkehr. Befürchtet wurden dahinter Seeungeheuer und Verbrennungen. Der erste neuzeitliche Europäer, der es umrundete und zurückkam, war 1434 Gil Eanes aus Lagos.

## Forts
Südwestlich von Sagres auf einer ein Kilometer langen und etwa 300 Meter breiten Landzunge mit steil abfallenden Klippen, der Ponta de Sagres, befindet sich das Fort 'Fortaleza de Sagres', ein Nationaldenkmal von überragender Bedeutung. Innerhalb dieser Festungsanlage liegt ein erst 1928 freigelegter, berühmter Steinkreis, dessen Alter und Zweck unklar ist. Der Kreis, unterteilt in 42 Felder und mit einem Durchmesser von 43 m, wird als Windrose (Rosa dos Ventos) interpretiert, könnte aber auch eine Sonnenuhr gewesen sein. Einig ist man sich aber darin, dass er aus der Zeit Heinrichs des Seefahrers stammt.
Nördlich davon befindet sich auf den Klippen oberhalb des Badestrandes Praia de Beliche ein kleineres Fort, ‚Fortaleza de Beliche‘, das im Jahre 1587 von den Soldaten Francis Drakes zerstört wurde, ausgenommen die kleine Kapelle Santa Catharina. Nachdem es 1632 wieder aufgebaut und 1755 durch das große Erdbeben und dem darauf folgenden Tsunami erneut zerstört worden war, lag es über 200 Jahre in Trümmern. Dieses Erdbeben hatte nach heutigen Schätzungen eine Stärke von etwa neun auf der Richter-Skala und sein Epizentrum lag nur 200 km südwestlich des Cabo de São Vicente im Atlantik. Es gehörte zu den zerstörerischsten Naturkatastrophen der europäischen Geschichte. Die Fortaleza de Beliche wurde 1960 zum 500. Todestag Heinrichs des Seefahrers restauriert.

## Leuchtturm
Am Cabo de São Vicente, dem südwestlichsten Punkt Europas, befindet sich ein großer Leuchtturm, der mit rund 90 Kilometern Nenntragweite als der stärkste Europas gilt. Der Leuchtturm kann zeitweise besichtigt werden.

## Tourismus
In den 1980er und 1990er Jahren noch ein Geheimtipp für Individualisten, Aussteiger und Erholungssuchende, brachten Surfer Leben und Geld in den Ort, dennoch hat er seine Ruhe nicht verloren, obwohl es inzwischen auch Abendunterhaltungsmöglichkeiten gibt. Seit 1998 wurde in Sagres sehr viel gebaut, es entstanden – der Natur angepasste – Hotels und Unterkünfte in allen Preisklassen.

## Sehenswürdigkeiten
- Das Fort Fortaleza de Sagres (nur Turm und Mauern sind erhalten), liegt auf einem 1000 m langen, 300 m breiten Felsen, der Ponta de Sagres.
- Das Fort Fortaleza do Cabo de São Vicente das frühere Kloster Convento do Corvo
- Das Fort Fortaleza de Belixe oder Fortaleza de Santo António do Belixe
- Das Fort Fortaleza de Nossa Senhora da Guia oder Forte da Baleeira

## Verwaltung
Sagres ist Sitz einer gleichnamigen Gemeinde (Freguesia) im Kreis (Concelho) von Vila do Bispo im Distrikt Faro. In ihr leben 1894 Einwohner auf einer Fläche von 34 km² (Stand 19. April 2021).
Die Gemeinde besteht nur aus der Ortschaft Sagres.

## Bildergalerie

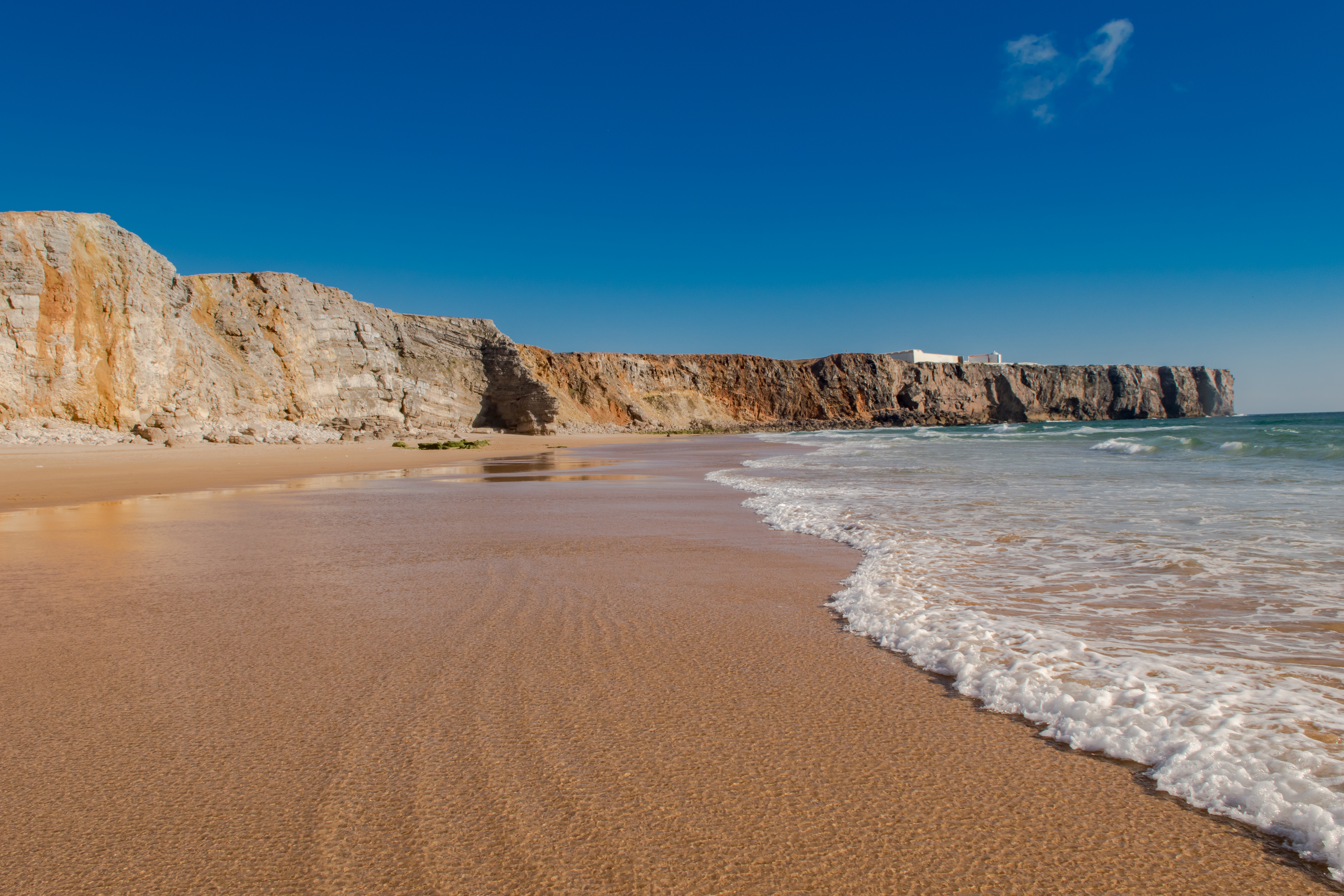
Der Strand Praia do Tonel in Sagres
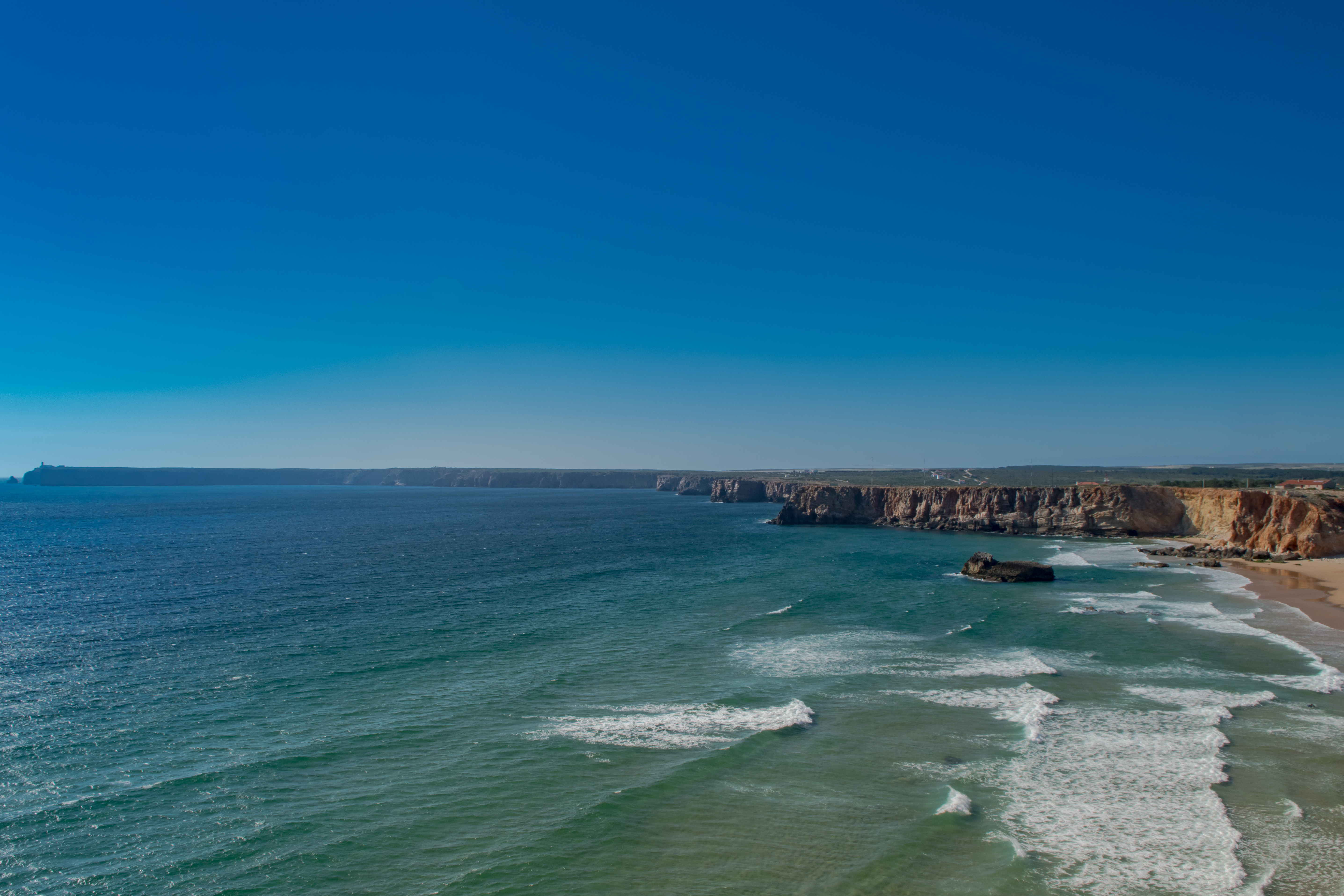
Steilküste in Sagres
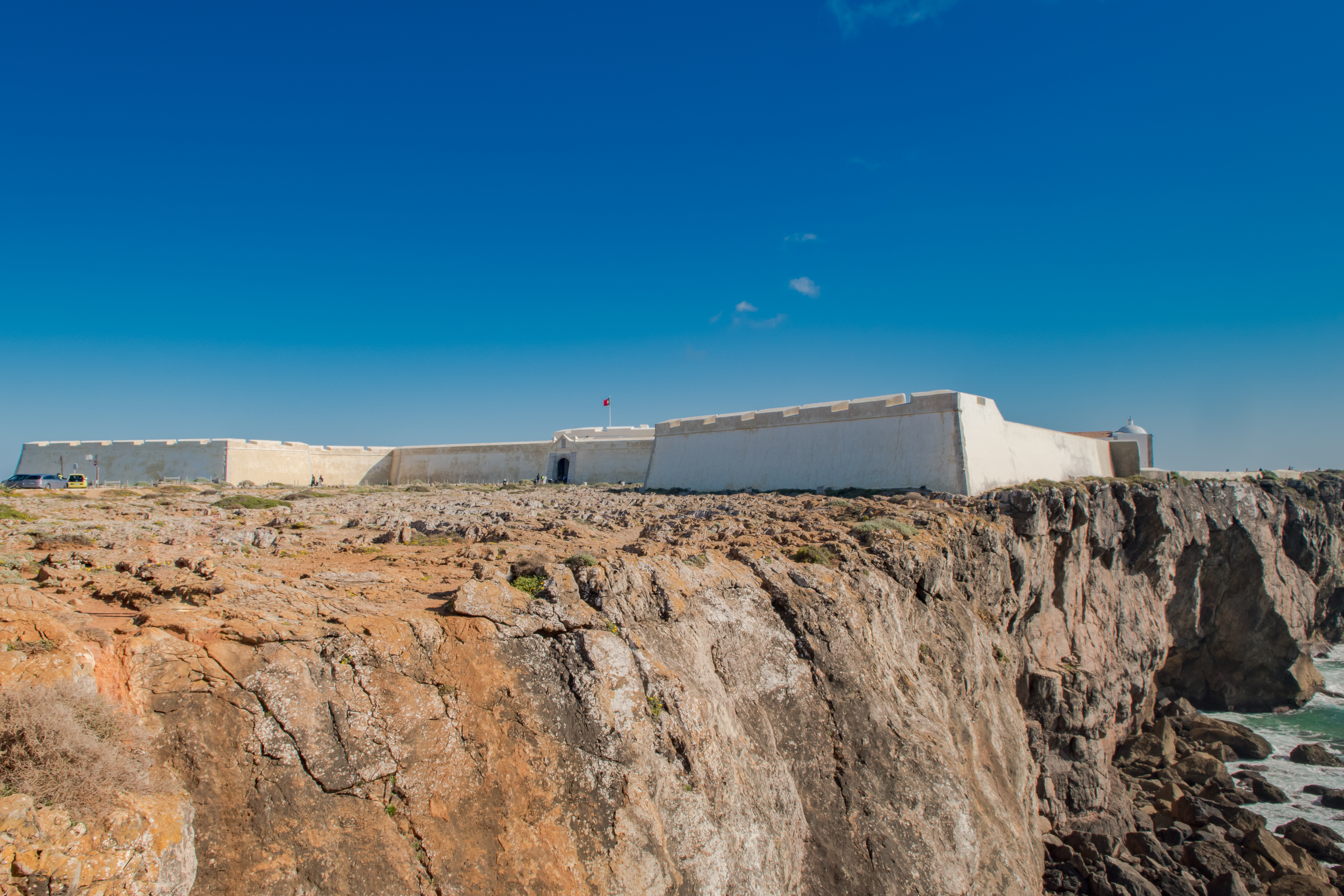
Die Festung "Fortaleza de Sagres"